# Reacción de Algar-Flynn-Oyamada
La Reacción de Algar-Flynn-Oyamada es una reacción orgánica en donde una chalcona sufre una ciclización oxidativa para formar un flavonol.

## Mecanismo
Se han propuesto diversos mecanismos para explicar esta reacción. Lo que se sabe es que existe un mecanismo de dos etapas. En primer lugar, él se forma dihidroflavonol, que posteriormente es oxidado para formar flavonoles.
Cabe mencionar que aquellos mecanismos en los cuales un epóxido funge como intermediario han sido excluidos, los cuales deberían ser obtenidos por oxidación con peróxidos de la doble ligadura, de acuerdo a la reacción de Prileschajev. Gormley et al. han propuesto que la reacción no procede a través de un epóxido.
El mecanismo posible tiene dos alternativas: 
- Mecanismo concertado: El fenóxido nucleofílico formado en medio básico ataca a la doble ligadura y ésta al peróxido de hidrógeno simultáneamente.

- Mecanismo en dos etapas: El fenóxido nucleofílico ataca a la doble ligadura para formar un enolato. Posteriormente éste ataca al peróxido de hidrógeno.